# Palazzo Carpegna
Palazzo Carpegna è un edificio storico situato a Roma in Piazza dell'Accademia di San Luca 77, contiguo alla Fontana di Trevi.
È dal 1934 la sede dell'Accademia Nazionale di San Luca.

## Storia
Palazzo Carpegna fu edificato tra la fine del Cinquecento e la prima metà del Seicento da un allievo di Giacomo Della Porta. Proprietaria originaria dell'edificio fu la famiglia Vaini di Imola. Intorno al 1630 l'edificio fu acquistato dal conte Ambrogio di Carpegna (1602-1643), che commissionò a Francesco Borromini importanti lavori di ampliamento e ristrutturazione. Alla sua morte, il palazzo fu ereditato dal fratello, il cardinale Ulderico Carpegna, che continuò nell'attuazione del progetto, seppur ridimensionato. La famiglia Carpegna ne rimase proprietaria e nel 1731, anno della morte di Ulderico, primo principe sovrano di Scavolino, passò al suo erede, il nipote marchese Emilio Orsini de' Cavalieri Sannesi, che ne assunse cognome e stemma e ottenne feudo e titolo del ramo principesco dei Carpegna. Quest'ultimo commissionò all'architetto Francesco Ferrari il completamento e l'adeguamento della struttura, nel periodo che va dal 1732 al 1736. Nei secoli successivi fu adattato e trasformato in palazzo d'affitto; in questo arco di tempo, fino al 1882, si verificarono decine di passaggi di proprietà; tra le famiglie più importanti figurano quelle di Patrizi Naro e Colligola Monthioni. L'ultima famiglia che vi abitò fu quella di Luigi Pianciani. Successivamente ospitò al suo interno un istituto religioso e fu poi riadattato in quanto sede di uffici. 
Gli interventi più recenti risalgono al 1933, anno in cui presero avvio i lavori di ristrutturazione, realizzati dagli architetti Gustavo Giovannoni e Arnaldo Foschini. 
Gli interventi furono mirati ad allestire e adeguare l'edificio in quanto sede dell'Accademia Nazionale di San Luca e galleria d'arte delle sue collezioni, inaugurata il 24 aprile 1934.
Tra settembre 2014 e marzo 2015, il Fregio di Borromini, raffigurante il volto di Medusa, è stato restaurato a cura dell'Istituto Centrale per il Restauro (ICR).

## Interventi di Borromini

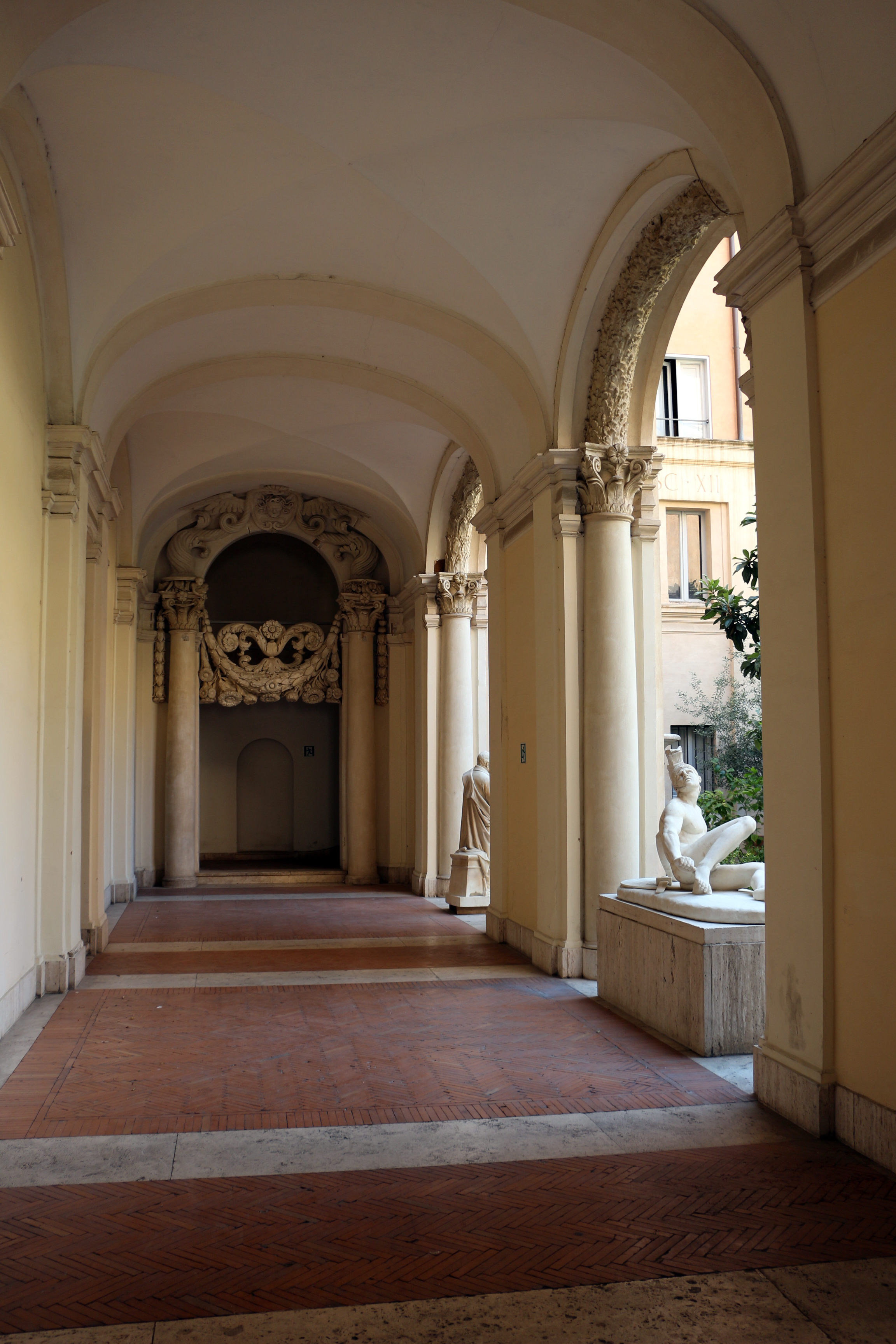
Loggiato esterno. In lontananza si intravede il portale d'ingresso interno.

Interesse dei Carpegna era quello di possedere un palazzo imponente e prestigioso; per tale motivo, la famiglia affidò l'ampliamento dell'edificio e parte della ristrutturazione a Francesco Borromini, che vi operò tra il 1643 e il 1650, su commissione del cardinale Ulderico con il quale l'architetto intratteneva un rapporto di amicizia.
Furono proprio gli interventi del Borromini a conferire al Palazzo una certa notorietà. Al di là del desiderio prettamente estetico a cui aspiravano i Carpegna, vi era anche un interesse di tipo patrimoniale, che consisteva nel voler fare del palazzo una vera e propria eredità, che si sarebbe tramandata ai discendenti.
L'architetto preparò un'ampia gamma di disegni per progettare la nuova struttura; i più importanti tra questi sono conservati all'Accademia Albertina di Vienna. Si pensa che Borromini avesse già iniziato ad interessarsi al progetto nel 1640, anno in cui il conte Ambrogio Carpegna era ancora in vita, e che avesse già esposto a lui parte delle sue proposte. Il 14 maggio dello stesso anno infatti, l'architetto aveva firmato le perizie per la nuova fabbrica. Il pretenzioso progetto originale subì però un rallentamento a causa della morte di Ambrogio, il 7 marzo 1643. Pochi mesi dopo è il fratello Ulderico ad assumere la direzione dei lavori, i quali procederanno senza interruzioni.
La facciata del palazzo non subisce importanti variazioni, ad eccezione di qualche ritocco visibile sul portone ad arco; il portone è bugnato, fiancheggiato da due lesene, poste a sorreggere il balcone del primo piano.
Sono da attribuire all’intervento di Borromini il porticato, il cortile e soprattutto il portale d’ingresso interno; quest'ultimo costituisce uno degli elementi indubbiamente più caratteristici dell'intera struttura. Nonostante sia posto internamente al palazzo, la sua immagine appare proiettata verso l'ambiente esterno, in particolare sulla piazza. In cima al portale si trova il volto di Medusa, posto tra due ali e una conchiglia; da qui, scendono lateralmente due cornucopie a spirale, le quali sembrano rovesciarsi sui capitelli delle due colonne che sorreggono il portale. Nello spazio posto tra le cornucopie e i capitelli, si trovano un'abbondanza di frutti della terra, un bambino e una giara, tutti elementi che possono simboleggiare la fortuna e la fecondità. Dagli stessi capitelli pende verso il basso un festone adorno di fiori e foglie di alloro, il quale delimita inferiormente una sorta di disegno ovale, rappresentato nell'estremità superiore da un arco.
Nonostante la ricchezza ornamentale sia notevole, l'architettura nel suo complesso trasmette una sensazione di leggerezza.
Altro elemento borrominiano per eccellenza è costituito dalla rampa elicoidale interna, la quale collega i vari piani, conducendo dal porticato, situato al piano terra, alle enormi sale del terzo piano. Si accede alla rampa direttamente dal portale riccamente ornato.

## Struttura odierna
Il palazzo si divide in tre piani. Nei locali al piano terra si tengono generalmente esposizioni d'arte e di architettura; vi sono inoltre degli spazi destinati alla custodia di libri e di collezioni di disegni accademici. Al primo piano, o piano nobile, sono collocati la Presidenza, gli uffici di segreteria, la sala conferenze e la sala consiglio. La Biblioteca Accademica, la Biblioteca Sarti, l'archivio storico e gli uffici amministrativi si trovano al secondo piano. Infine, al terzo e ultimo piano, si trovano la Galleria e il locale blindato contenente le opere d'arte non in esposizione.